# Schmalkalde
Die Schmalkalde ist ein etwa 25 km langer Nebenfluss der Werra im thüringischen Landkreis Schmalkalden-Meiningen, der vom Südwestabhang des Thüringer Waldes aus zunächst nach Süden fließt, um in Schmalkalden seinen Lauf in Richtung Westen zu ändern und bei Niederschmalkalden von rechts in die Werra zu münden.

## Namensherkunft
Die Schmalkalde soll ihre Namensherkunft aus den Wortstämmen schmala – enges Tal und kalta – kaltes Wasser – ein kalter Fluss in einem (überwiegend) engen Tal erhalten haben.

## Geografie

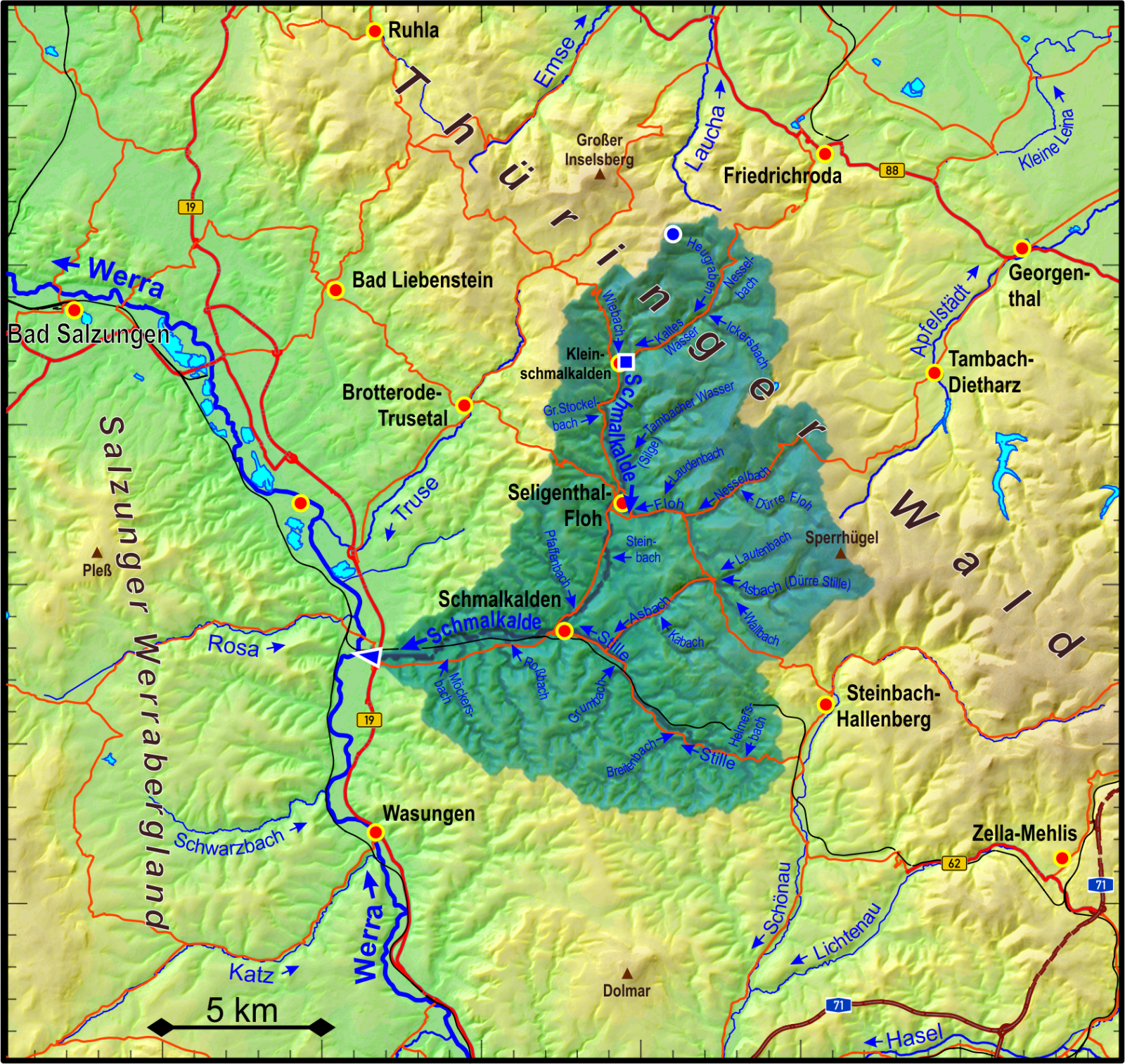
Einzugsgebiet der Schmalkalde

### Verlauf
Die Schmalkalde entspringt in den Quellbächen Haugraben (l) und Heisterbachgraben (r) im Thüringer Wald auf etwa 720 m Höhe am Osthang der 831 m hohen Kalten Haide, knapp dreieinhalb Kilometer südöstlich des Großen Inselberges. Mit der Bezeichnung Langer Bach und Kaltes Wasser fließt sie als kleiner Bach zunächst in südsüdwestlicher Richtung nach Kleinschmalkalden.
In seinem oberen Teil war sie über jahrhundertelang ein Grenzfluss und teilte den Ort Kleinschmalkalden in den gothaischen oder thüringischen und den hessischen Teil der Herrschaft Schmalkalden. Die nunmehr ihren endgültigen Namen tragende Schmalkalde fließt weiter in Richtung Süden über Hohleborn, Seligenthal und Reichenbach, um in Weidebrunn im Norden die Kernstadt von Schmalkalden zu erreichen. Dort fließt ihr das Quellwasser der Karstquelle Gespring zu. Nach der Vereinigung mit ihrem mit Abstand größtem Zufluss, der Stille, im inneren Stadtgebiet richtet sie sich vermehrt in westlicher Richtung hin zur Werra aus. Hier passiert der Fluss den Stadtteil Aue, um weiter über Mittelschmalkalden und Niederschmalkalden schließlich unter einem Sandsteinsporn an der Grenzwarte Todenwarth in die Werra zu münden.

### Nebenflüsse
Der Fächer der Schmalkalde stellt das dritte derartige größere Fächersystem dar, das die Werra in ihrem Lauf rechtsseitig vom Thüringer Wald aus zufließt. Dieses ist indes nur etwa halb so groß wie die unterhalb mündenden Systeme von Schleuse und Hasel. Auch stellt die Schmalkalde, sieht man von der am Ort der Mündung nur um etwa ein Drittel wasserärmeren Stille ab, erkennbar den dominanten Hauptfluss ihres Systems dar, während sich die Last bei Schleuse und Hasel auf mehrere, mehr oder weniger gleichberechtigte Arme verteilt.
Nachfolgend findet sich eine im Uhrzeigersinn von Westen nach Osten geordnete Aufstellung, die auch Zuflüsse höherer Ordnung berücksichtigt. Für eine Ordnung in Fließrichtung der Schmalkalde ist die Tabelle nach den Fließgewässerkennziffern (DGKZ) zu ordnen.
| Name             | Vorfluter (Zufluss- seite) | Länge [km] | Einzugs- gebiet [km²] | EZG/ Vorfluter [km²] | Mündungs- höhe [m. ü. NN] | Mündungs- ort (bei) | DGKZ    |
| ---------------- | -------------------------- | ---------- | --------------------- | -------------------- | ------------------------- | ------------------- | ------- |
| Wiebach          | Schmalkalde (r)            | 3,5        |                       |                      | 459                       | Kleinschmalkalden   | 4136-32 |
| Ebersbach        | Schmalkalde (r)            | 3,9        | 3,2                   | 16,0                 | 464                       | Kleinschmalkalden   | 4136-2  |
| Schmalkalde      | Werra (r)                  | 24,9       | 156,0                 | 1484,3               | 252                       | Niederschmalkalden  | 41-36   |
| Ickersbach       | Schmalkalde (l)            | 3,4        |                       |                      | 522                       | oberh. Kleinschm.   | 4136-12 |
| Tambacher Wasser | Schmalkalde (r)            | 4,9        | 9,2                   | 30,9                 | 359                       | Floh-Seligenthal    | 4136-4  |
| Flohbach         | Schmalkalde (r)            | 8,2        | 20,4                  | 43,5                 | 345                       | Floh-Seligenthal    | 4136-6  |
| Dürrer Flohbach  | Flohbach (l)               | 3,4        |                       |                      | 490                       |                     | 4136-62 |
| Asbach           | Stille (r)                 | 9,6        | ca. 20                | ca. 30               | 310                       | Schmk.-Näherstille  | 4136-88 |
| Stille           | Schmalkalde (l)            | 8,6        | 55,0                  | 79,9                 | 292                       | Schmalkalden        | 4136-8  |

## Geschichte und Besonderheiten
Der Fluss wird 1039 als super fluviolum Smalachaldon erstmals urkundlich genannt. Die Quelle der Schmalkalde wird 1330 in einem in Schmalkalden ausgestellten Kaufbrief (Frankensteinscher Verkaufsbrief) erwähnt, in dem auch erstmals der Rennsteig als Rynnestig auftaucht.
Die Schmalkalde besaß bereits im Hochmittelalter eine enorme wirtschaftliche Bedeutung als Antriebsquelle der in Schmalkalden und in den umliegenden Orten ansässigen Bergwerke, eisen- und stahlverarbeitenden Handwerker und der Schneid-, Papier- und Mahlmühlen.
Bis in die 1970er Jahre führten Hochwasserstände zu jährlich unregelmäßigen Überflutungen der Flur und von Teilen der Stadt.